# Hideki Ishige
Hideki Ishige (jap. 石毛 秀樹 Ishige Hideki; ur. 21 września 1994) – japoński piłkarz występujący na pozycji pomocnika. Obecnie występuje w Fagiano Okayama.

## Kariera klubowa
Od 2012 roku występował w klubach Shimizu S-Pulse i Fagiano Okayama.